# N988 (België)
De N988 is een gewestweg in de Belgische provincies Henegouwen en Namen. Deze weg verbindt Fleurus met Saint-Gérard.
De totale lengte van de N988 bedraagt ongeveer 24 kilometer.

## Plaatsen langs de N988
- Fleurus
- Wanfercée-Baulet
- Keumiée
- Velaine
- Tamines
- Falisolle
- Arsimont
- Névremont
- Fosses-la-Ville
- Bambois
- Maison
- Saint-Gérard